# Adnan Addum
Adnan Addum, Adnan Addoum (ur. 15 stycznia 1941 w Bejrucie) – libański prawnik i polityk, sunnita. Jego ojciec pochodził z północnej Syrii, a matka była Libanką. W 1965 r. ukończył prawo na Uniwersytecie Libańskim i rozpoczął pracę w libańskim wymiarze sprawiedliwości, był m.in. sędzią sądu karnego i przewodniczącym sądu upadłościowego. W latach 1995–2004 pełnił funkcję prokuratora generalnego Libanu. Zarzuca się mu, że stanowisko to uzyskał dzięki poparciu szefa syryjskich służb wywiadowczych w Libanie, gen. Ghaziego Kanana. W październiku 2004 r. został mianowany ministrem sprawiedliwości w rządzie Umara Karamiego. Utracił stanowisko po kryzysie spowodowanym zabójstwem Rafika al-Haririego. Był oskarżany o zbyt bliskie kontakty z szefem wywiadu syryjskiego w Bejrucie, gen. Rustumem Ghazalą oraz szefem libańskich służb bezpieczeństwa, gen. Dżamilem Sajjidem.